# 劉訓 (正統進士)
劉訓（1404年—1463年），字忠言，湖廣黃州府麻城縣人，民籍，明朝政治人物。

## 生平
湖廣鄉試第四名舉人，正統四年（1439年）中式己未科會試第六十二名，三甲第五十二名進士。任山西布政使司右參政。

## 家族
曾祖劉貴卿；祖父劉夢；父劉從憲，母桂氏。慈侍下。兄劉謙、劉讓，弟劉諲。